# Max-Planck-Institut für Biochemie
Das Max-Planck-Institut für Biochemie ist eine außeruniversitäre Forschungseinrichtung unter der Trägerschaft der Max-Planck-Gesellschaft (MPG) und hat seinen Sitz in Martinsried, einem Ortsteil von Planegg bei München. Das Institut betreibt in erster Linie Grundlagenforschung im Fach der Naturwissenschaften auf dem Gebieten der Biochemie, Strukturbiologie, Biophysik, Zellbiologie und Maschinellem Lernen.

## Geschichte

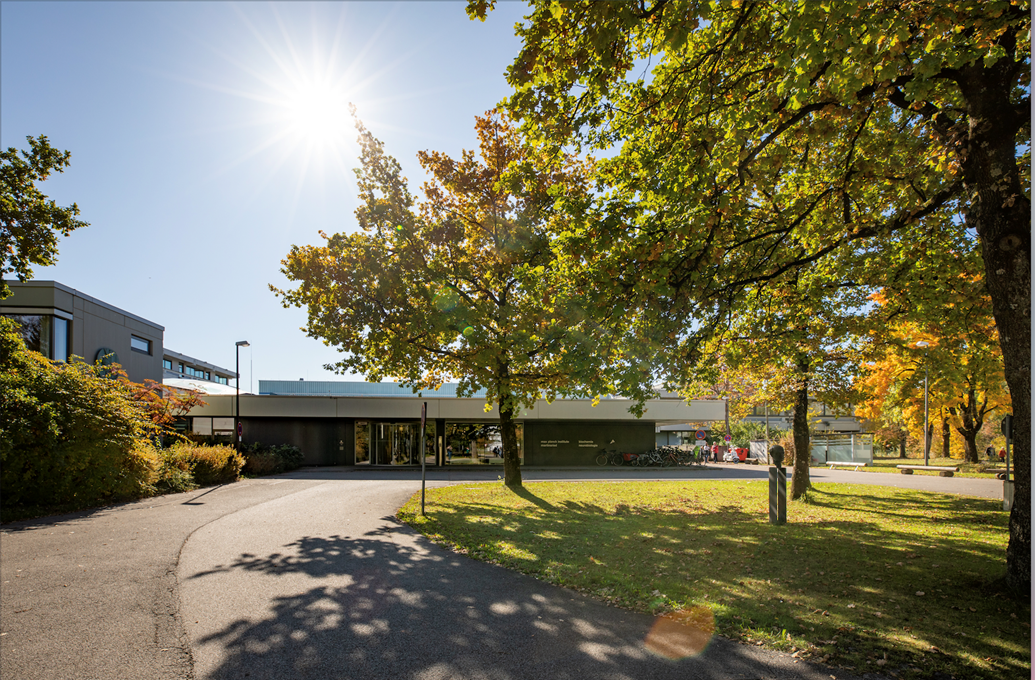
Eingang des Max-Planck-Instituts für Biochemie

Das Institut entstand im Jahr 1973 aus der Zusammenlegung von drei in München ansässigen Instituten, dem ursprünglichen Max-Planck-Institut für Biochemie, dem ehemaligen Max-Planck-Institut für Eiweiß- und Lederforschung (gegründet 1954) und dem ehemaligen Max-Planck-Institut für Zellchemie (gegründet 1956). Das Max-Planck-Institut für Biochemie geht zurück auf das 1917 in Berlin-Dahlem gegründete Institut für Biochemie der Kaiser-Wilhelm-Gesellschaft.
Der heutige Standort des Instituts auf dem Campus Martinsried liegt in unmittelbarer Nähe des Innovations- und Gründerzentrums Biotechnologie Martinsried, der Fakultät für Biologie der Ludwig-Maximilians-Universität München sowie des Klinikums Großhadern und teilt sich das Gelände mit dem Max-Planck-Institut für biologische Intelligenz (ehemals MPI für Neurobiologie).
Die Neubauten wurden am 23. März 1973 eingeweiht. Die Gebäude wurden von den „Architekten Beckert + Becker und Partner“ aus Frankfurt am Main geplant. Für die Kunst am Bau ging der Auftrag u. a. an Lothar Schall.

## Forschung
Die Wissenschaftler am Max-Planck-Institut für Biochemie (MPIB) untersuchen die Struktur und Funktion von Proteinen – von einzelnen Molekülen bis hin zu komplexen Organismen. Mit ungefähr 750 Mitarbeitern, davon rund 350 Wissenschaftler aus über 50 verschiedenen Nationen, ist das MPIB eines der größten Institute innerhalb der Max-Planck-Gesellschaft. In derzeit neun Abteilungen und mehr als 10 Forschungsgruppen tragen die Forschenden zu den neuesten Erkenntnissen in den Bereichen Biochemie, Zellbiologie, Strukturbiologie und Biophysik bei. Seit 2023 forscht das Institut darüber hinaus auf dem Gebiet des maschinellen Lernens.
Neue Methoden in der Molekularbiologie bzw. der Gentechnologie haben zur Entwicklung einer biomedizinisch orientierten Grundlagenforschung auf dem Feld der Molekularen Medizin geführt. Auf diesem Arbeitsgebiet werden medizinische Fragestellungen mit molekularbiologischen Techniken verbunden, was vielversprechende Möglichkeiten in der Pathogeneseforschung und der Entwicklung neuer Diagnose- und Therapieansätze eröffnet.
Das Institut gliedert sich in folgende Abteilungen:
- Zelluläre Strukturbiologie (Elena Conti)
- Molekulare Medizin (Reinhard Fässler)
- Zelluläre Biochemie (Franz-Ulrich Hartl)
- Proteomics und Signaltransduktion (Matthias Mann)
- Molekulare Maschinen und Signalwege (Brenda Schulman)
- Zelluläre und molekulare Biophysik (Petra Schwille)
- Zelluläre und Virale Strukturbiologie (John Briggs)
- Totipotenz (Kikue Tachibana)
- Maschinelles Lernen und Systembiologie (Karsten Borgwardt)

Darüber hinaus sind die folgenden Forschungsgruppen am Institut tätig:
- Computational Systems Biochemistry (Jürgen Cox)
- Struktur und Dynamik molekularer Maschinen (Karl Duderstadt)
- Chaperonin-vermittelte Proteinfaltung (Manajit Hayer-Hartl)
- DNA Hybridnanomaterialien (Amelie Heuer-Jungemann)
- Molekulare Bildgebung und Bionanotechnologie (Ralf Jungmann)
- Biologie des Chromatins (Jürg Müller)
- Immunregulation (Peter Murray)
- Translationale Medizin (Inaam Nakchbandi)
- Mechanismen der Proteinbiogenese (Danny Nedialkova)
- Kryo-EM Technologie (Jürgen Plitzko)
- Bakteriophagen (Maria Sokolova)
- Biologie der Chromosomen (Wolfgang Zachariae)

## Infrastruktur
Das Institut wird vom Kollegium der neun Direktoren geleitet. Jeweils drei Direktoren übernehmen im jährlichen Wechsel die Geschäftsführende Leitung, die derzeit durch den Geschäftsführenden Direktor John Briggs und seine beiden Vertreter Franz-Ulrich Hartl und Elena Conti gebildet wird.
Ende 2006 waren insgesamt rund 880 Mitarbeitende am Institut tätig, darunter 492 Wissenschaftler, davon 214 Nachwuchswissenschaftler; dazu kommen im Berichtsjahr 236 Drittmittelbeschäftigte und 92 Gastwissenschaftler.
Am Institut ist zudem die Informationsvermittlungsstelle der biologisch-medizinischen Sektion der Max-Planck-Gesellschaft (IVS-BM) angesiedelt, die MPG-weit Mitarbeitende und Gäste beim Zugriff, der Recherche, der Analyse und der Verwaltung von wissenschaftlichen Informationen unterstützt.

## International Max Planck Research School (IMPRS)
Das Max-Planck-Institut für Biochemie ist an der International Max Planck Research School for Molecules of Life (IMPRS-ML) beteiligt, die am Institut angesiedelt ist. Weitere Partner der IMPRS-ML sind das Max-Planck-Institut für biologische Intelligenz, die LMU München und die TU München.

## Personen mit Bezug zum Institut
- Konrad Beyreuther, mehrfach ausgezeichneter Wissenschaftler, war Mitarbeiter im Institut
- Johann Deisenhofer, Nobelpreisträger, war Mitarbeiter im Institut
- Pehr Edman, entwickelte die nach ihm benannte Edman-Methode, war Mitarbeiter im Institut
- Joachim Frank, Nobelpreisträger, war Mitarbeiter am Institut
- Peter Hans Hofschneider, Pionier der deutschen Molekularbiologie, war Direktor des Instituts
- Walter Hoppe war Direktor des Institutes
- Robert Huber, Nobelpreisträger, war Direktor des Instituts
- Rudolf Jaenisch, Pionier im Bereich der Transgenetischen Forschung, war Mitarbeiter im Institut
- Klaus Kühn, Begründer der Bindegewebeforschung in Deutschland, war Direktor des Instituts und eines seiner Vorgängerinstitute (Max-Planck-Institut für Eiweiß- und Lederforschung)
- Martin Lohse, Mitglied im Nationalen Ethikrat, war Mitarbeiter im Institut
- Feodor Lynen, Nobelpreisträger, war ab 1972 bis zu seiner Emeritierung 1979 Direktor der Abteilung Enzymchemie und Stoffwechsel, von 1974 bis 1976 „Geschäftsführender Direktor“ des MPI für Biochemie
- Hartmut Michel, Nobelpreisträger, war Mitarbeiter am Institut
- Dieter Oesterhelt, Empfänger des Albert-Lasker-Preises für medizinische Grundlagenforschung, war Direktor des Instituts

## Belege
1. ↑  Vgl. dazu Anne Sudrow: Dresden–München. Das Max-Planck-Institut für Eiweiß- und Lederforschung. In: Peter Gruß, Reinhard Rürup (Hrsg.): Denkorte. Max-Planck-Gesellschaft und Kaiser-Wilhelm-Gesellschaft. Brüche und Kontinuitäten 1911–2011. Berlin 2010, S. 214–221.
2. ↑  Über das Institut. In: biochem.mpg.de. Abgerufen am 20. Januar 2024.
3. ↑  About IMPRS-ML – A Structured PhD Program for Future Leaders in the Life Sciences.

Koordinaten: 48° 6′ 18″ N, 11° 27′ 38″ O